# Clase Durandal
La Clase Durandal fue la primera clase de verdaderos contratorpederos  construida para la Marina Nacional Francesa, entre los años 1899 y 1900.

## Los buques y su concepción
Cuatro buques formaban la clase: Durandal, Espingole, Fauconneau y Hallebarde; Todos ellos fueron construidos en los astilleros Augustin Normand de Le Havre. Dos unidades fueron botadas en 1899 y las otras en 1900.

Esta clase de contratorpederos era semejante a la Clase Havock británica.
Su cubierta principal era del tipo turtledeck (cubierta de tortuga), coronada de una cubierta volante de madera para circular.

## Historia operacional
El Espingole, estando en servicio en la Escuadra del Mediterráneo, se hundió en la rada de Hyères, el 4 de febrero de 1903, tras haber chocado contra una roca, cerca del Cabo Lardier.
El Durandal, el Fauconneau y el Hallebarde participaron en la Primera Guerra Mundial, durante la cual, los buques, sirvieron en diferentes frentes.
Los tres contratorpederos sobrevivieron a la Gran Guerra. Fueron dados de baja entre 1919 y 1921, y desguazados en Cherbourg y Tolón.

## Los buques
| N.º | Nombre     | Astillero                          | Puesta en grada    | Botadura              | Entrada en servicio | Baja                              |
| --- | ---------- | ---------------------------------- | ------------------ | --------------------- | ------------------- | --------------------------------- |
| M0  | Durandal   | Chantier Augustin Normand Le Havre | 1 de enero de 1897 | 11 de febrero de 1899 | 1 de enero de 1900  | desguazado el 7 de abril de 1919  |
| M3  | Espingole  | Chantier Augustin Normand Le Havre | 1 de enero de 1897 | 28 de junio de 1900   | 1 de enero de 1901  | hundido el 4 de febrero de 1903   |
| M2  | Fauconneau | Chantier Augustin Normand Le Havre | 1 de enero de 1897 | 2 de abril de 1900    | 1 de enero de 1901  | desguazado el 15 de enero de 1921 |
| M1  | Hallebarde | Chantier Augustin Normand Le Havre | 1 de enero de 1896 | 8 de junio de 1899    | 1 de enero de 1900  | desguazado el 4 de marzo de 1920  |